# Тополёвка (Забайкальский край)
Тополёвка — посёлок в Оловяннинском районе Забайкальского края России.

## География
Находится на левом берегу реки Онон, в 6 километрах к югу от районного центра, пгт Оловянная.

## История
В 1966 г. указом президиума ВС РСФСР поселок совхоза ДОРУРСа переименован в Тополёвка.

## Население
| 2010 | 2021 |
| ---- | ---- |
| 202  | ↘143 |

## Хозяйство
Население занято сельским хозяйством. Крупное хозяйство — ООО «Тополёвка».

## Образование
Начальная школа.

## Топографические карты
- Лист карты M-50-VIII Оловянная. Масштаб: 1 : 200 000. Состояние местности на 1979—82 год. Издание 1985 г.